# کبود کمر
کبود کمر روستایی است از توابع بخش خرقان شهرستان زرندیه در استان مرکزی ایران.

## جمعیت
این روستا در دهستان دوزج قرار دارد و براساس سرشماری مرکز آمار ایران در سال ۱۳۸۵، جمعیت آن ۷۲۹ نفر (۱۷۱ خانوار) است.